# Esquisse d'un programme
Pour les articles homonymes, voir esquisse (homonymie).
Esquisse d'un programme (écrit Esquisse d'un Programme dans la version originelle) est un document d'une cinquantaine de pages rédigé par Alexandre Grothendieck entre 1972 et 1984, dans lequel l'auteur expose une stratégie de recherche visant entre autres à développer une généralisation de la théorie de Galois. Écrite à l'origine pour obtenir un poste au Centre national de la recherche scientifique, pour lequel Grothendieck est accepté en 1984, l’Esquisse s'est avérée particulièrement fructueuse et a donné lieu à de nombreux et riches développements mathématiques bien après que son auteur a cessé de poursuivre son programme. La publication du document fut longue et difficile, officieuse et partielle pour l'essentiel, la première version publiée dans un journal étant disponible à partir de 1997. En 2010, Grothendieck envoie une lettre à Luc Illusie demandant que cesse la publication de tous ses écrits.

## Programme

### Sommaire
1. Envoi.
2. Un jeu de « Lego-Teichmüller » et le groupe de Galois de {\displaystyle {\bar {\mathbb {Q} }}} sur {\displaystyle \mathbb {Q} }.
3. Corps de nombres associés à un dessin d'enfant.
4. Polyèdres réguliers sur les corps finis.
5. Haro sur la topologie dite « générale », et réflexions heuristiques sur une topologie dite « modérée ».
6. Théories différentiables (à la Nash) et « théories modérées ».
7. À la Poursuite des Champs (en).
8. Digressions de géométrie bidimensionnelle.
9. Bilan d'une activité enseignante.
10. Épilogue.

### Détails
Plutôt que de les définir formellement, Grothendieck utilise l’Esquisse pour donner les grandes idées et notions qui sous-tendent son approche. Il renvoie souvent à d'autres manuscrits, dans lesquels sont exposés en détail les développements les concernant. Les grands thèmes qui forment le squelette du document sont : la géométrie (la géométrie algébrique et l'étude de la géométrie des surfaces), la recherche des résultats les plus généraux possibles par les méthodes les plus générales possibles (c'est-à-dire exprimées dans le langage de la théorie des catégories), les motifs (au sens usuel comme mathématique).
Le point deux, qui reprend les idées exposées dans La Longue Marche à travers la théorie de Galois, pose les bases de ce qui est aujourd'hui appelé théorie de Grothendieck-Teichmüller, qui consiste en une version géométrique de la théorie de Galois.
Le point sept évoque À la poursuite des champs (en), un document de plus de 600 pages dans lequel Grothendieck a introduit la notion de champ algébrique, motivé par la correspondance entretenue notamment avec Ronald Brown, et qui démarre par une lettre adressée à Daniel Quillen. Ce travail donne lieu en 1991 à la rédaction du manuscrit Les Dérivateurs et anticipe dans une certaine mesure la théorie motivique de l'homotopie développée dans les années 1990 par Fabien Morel et Vladimir Voevodsky.

### Sources et bibliographie
- Alexandre Grothendieck, Esquisse d'un Programme (1984)